# Liste der bolivianischen Botschafter in Spanien
Die bolivianische Botschaft war am Paseo de la Castellana, 179 und ist seit 2006 in der Calle de Serrano #40, 5° Derecha in Madrid.
| Ernannt / Akkreditiert | Name                               | Bemerkungen | ernannt von                     | akkreditiert bei       | Posten verlassen |
| ---------------------- | ---------------------------------- | --- | ------------------------------- | ---------------------- | ---------------- |
| 1845                   | José María Linares                 | | Sebastián Ágreda                | Isabella II.           | 1847             |
| 1886                   | Aniceto Arce Ruiz                  | (* 17. April 1824 in Tarija; † 14. August 1906 in Sucre), 1887: außerordentlicher Gesandter und Ministre plénipotentiaire in London, Paris, Madrid und Rom, von 15. August 1888 bis 11. August 1892 Präsident | Gregorio Pacheco Leyes          | Alfons XIII.           | 1887             |
| 18. März 1926          | Simón I. Patiño                    | | Hernando Siles Reyes            | Alfons XIII.           |                  |
| 8. Apr. 1931           | Antenor Patiño Rodríguez           | | Daniel Salamanca Urey           | Niceto Alcalá Zamora   | 14. Apr. 1931    |
| 3. Nov. 1931           | Jorge Sáenz García                 | außerordentlicher Gesandter und Ministre plénipotentiaire | Daniel Salamanca Urey           | Niceto Alcalá Zamora   | 1934             |
| 1928                   | Plácido Sánchez                    | außerordentlicher Gesandter und Ministre plénipotentiaire | Daniel Salamanca Urey           | Miguel Primo de Rivera | 19. Juli 1936    |
| 19. Juli 1936          | José Eduardo Guerra                | (* 11. Oktober 1893 in La Paz; † 31. März 1943 in Antofagasta) Konsul in Barcelona, Geschäftsträger | José David Toro Ruilova         | Diego Martínez Barrio  |                  |
| 1937                   | Carlos Moscoso Losada              | | Germán Busch Becerra            | Juan Negrín            |                  |
| 4. Dez. 1947           | Francisco Lazcano y Soruco         | | Enrique Hertzog                 | Francisco Franco       |                  |
| 11. März 1949          | Armando Alba Zambrana              | | Mamerto Urriolagoitia Harriague | Francisco Franco       |                  |
| 2. März 1950           | Enrique Hertzog                    | | Mamerto Urriolagoitia Harriague | Francisco Franco       |                  |
| 24. Juni 1952          | Jenaro Siles Reyes                 | Bruder von Hernando Siles Reyes, Onkel von | Hernán Siles Zuazo              | Francisco Franco       |                  |
| 7. Dez. 1956           | Federico Fortún Sanjinés           | Presidente del Senado Nacional | Hernán Siles Zuazo              | Francisco Franco       |                  |
| 1963                   | Hernán Siles Zuazo                 | arribó a Madrid el Sr. Siles Suazo | Víctor Paz Estenssoro           | Francisco Franco       |                  |
| 10. Juli 1964          | Alfonso Gumucio Reyes              | (* 3. August 1914 in Cochabamba; 1981) Sohn von Adriana Reyes und Antonio Gumucio einem Bankdirektor, 1962 Wirtschaftsminister | Víctor Paz Estenssoro           | Francisco Franco       |                  |
| 1960                   | Julio Manuel Aramayo               | (+ 31 de marzo de 1970 in La Paz) | Víctor Paz Estenssoro           | Francisco Franco       |                  |
| 2. Feb. 1966           | Alfredo Alexander Jordán           | [ 8 ] | Alfredo Ovando Candia           | Francisco Franco       |                  |
| 31. März 1968          | Oscar Quiroga Terán                | nach dem Putsch vom 4. November 1964 Innenminister, | Alfredo Ovando Candia           | Francisco Franco       |                  |
| 1969                   | Gral. Bardecio Zilveti             | Geschäftsträger | Luis Adolfo Siles Salinas       | Francisco Franco       |                  |
| 18. Sep. 1970          | Oswaldo Monasterio Añez            | 1991 Senator des MNR | Juan Torres Gonzáles            | Francisco Franco       |                  |
| 1969                   | Alfonso Prudencio Claure           | Geschäftsträger, seudónimo Paulovich, (* August 1927 in La Paz) | Luis Adolfo Siles Salinas       | Francisco Franco       |                  |
| 7. Okt. 1970           | Alfredo Ovando Candida             | Juan Torres Gonzáles putschte und sandte seinen Vorgänger im Amt zu Francisco Franco | Juan Torres Gonzáles            | Francisco Franco       | 21. Aug. 1971    |
| 21. Aug. 1971          | Yolanda Bedregal de Conjtzer       | (* 1916 in La Paz; † 22. Mai 1999) Im Mai 1971 war Gregorio López-Bravo de Castro auf Staatsbesuch bei Juan Torres Gonzáles und gab das Agrément zur Ernennung von Yolanda Bedregal als Botschafter in Madrid. Als Yolanda Bedregal am 21. August 1971 nach Madrid kam, hatte Hugo Banzer Suárez geputscht, weshalb Franco das Agrément an Torres nicht einhielt. | Hugo Banzer Suárez              | Francisco Franco       |                  |
| 7. Apr. 1972           | Marcelo Terceros Banzer            | Sohn von Adalberto Terceros Mendivil und Josefina Bánzer Aliaga, jüngere Tochter von Jorge Bánzer Schwietering und Josefina Aliaga. | Hugo Banzer Suárez              | Francisco Franco       | 1973             |
| 1975                   | Remberto Iriarte Paz               | | Hugo Banzer Suárez              | Juan Carlos I.         |                  |
| 1976                   | Almirante Javier Pinto Tellería    | | Hugo Banzer Suárez              | Juan Carlos I.         |                  |
| 1980                   | Manfredo Kempff Suárez             | (* 1945 in Santa Cruz de la Sierra) | Hugo Banzer Suárez              | Juan Carlos I.         |                  |
| 23. Juli 1980          | William Bluske Castellanos         | | Luis García Meza Tejada         | Juan Carlos I.         | 4. Aug. 1981     |
| 9. Aug. 1986           | Javier Bedrega                     | Geschäftsträger, Gesandtschaftsrat | Víctor Paz Estenssoro           | Juan Carlos I.         |                  |
| 1986                   | Luis Adolfo Salinas                | | Víctor Paz Estenssoro           | Juan Carlos I.         | 5. Juni 1986     |
| 5. Juni 1986           | Valentín Abecia Baldivieso         | (* 1925 Potosí) | Víctor Paz Estenssoro           | Juan Carlos I.         |                  |
| 22. Apr. 1990          | Raúl Garafulic Gutiérrez           | [ 14 ] | Jaime Paz Zamora                | Juan Carlos I.         | 1992             |
| 1992                   | Fernando Julio Cajías de la Vega   | (* 28. Februar 1949 in La Paz) Licenciado en Derecho, Doktor der Geschichte | Jaime Paz Zamora                | Juan Carlos I.         | 1993             |
| 1997                   | Manfredo Kempff Suárez             | | Hugo Banzer Suárez              | Juan Carlos I.         | 31. Aug. 2002    |
| Juni 2002              | Guillermo Bedregal Gutiérrez       | (* 1926 in La Paz) Bei den Wahlen 2002 trat Bedregal nicht an, sondern wurde vom Gonzalo Sánchez de Lozada zum Botschafter in Madrid ernannt und in dieser Funktion von Carlos Mesa bestätigt. | Gonzalo Sánchez de Lozada       | Juan Carlos I.         | 2005             |
| 2006                   | María del Carmen Almendras Camargo | | Evo Morales                     | Juan Carlos I.         |                  |